# Fekete pillangó (film)
A Fekete pillangó (eredeti cím: Black Butterfly) 2017-ben bemutatott amerikai thriller, melyet Brian Goodman rendezett Marc Frydman és Justin Stanley forgatókönyve alapján. A főszerepben Antonio Banderas, Jonathan Rhys Meyers, Piper Perabo, Abel Ferrara, Vincent Riotta és Nathalie Rapti Gomez látható.
A filmet 2017. május 26-án mutatta be a Lionsgate Premiere, Magyarországon DVD-n jelent meg szinkronizálva. A film a 2008-as Papillon Noir című francia televíziós film alapján készült, melyet Christian Faure rendezett.

## Rövid történet
Egy zárkózott forgatókönyvíró befogad egy titokzatos útonállót, aki elhatározza, hogy azzal hálálja meg a kedvességét, hogy segít neki befejezni legújabb történetét.

## Szereplők
| Szerep                        | Színész              | Magyar hang      |
| ----------------------------- | -------------------- | ---------------- |
| Paul Lopez                    | Antonio Banderas     | Kőszegi Ákos     |
| Jack                          | Jonathan Rhys Meyers | Makranczi Zalán  |
| Laura Johnson                 | Piper Perabo         | Peller Mariann   |
| Pat                           | Abel Ferrara         | Berzsenyi Zoltán |
| Julie                         | Nathalie Rapti Gomez |                  |
| Nancy Barrows                 | Katie McGovern       | Czirják Csilla   |
| Carcano seriff                | Vincent Riotta       | Berzsenyi Zoltán |
| Rothwell ügynök / Kamionsofőr | Brian Goodman        | Jakab Csaba      |

## Fogadtatás
A Rotten Tomatoes oldalon 20 kritika alapján 40%-os értékelést kapott, 4,9/10-es átlagpontszámmal. A Metacritic-en 43 pontot kapott a 100-ból 7 kritikus által.